# Museo Nacional de Aeronáutica

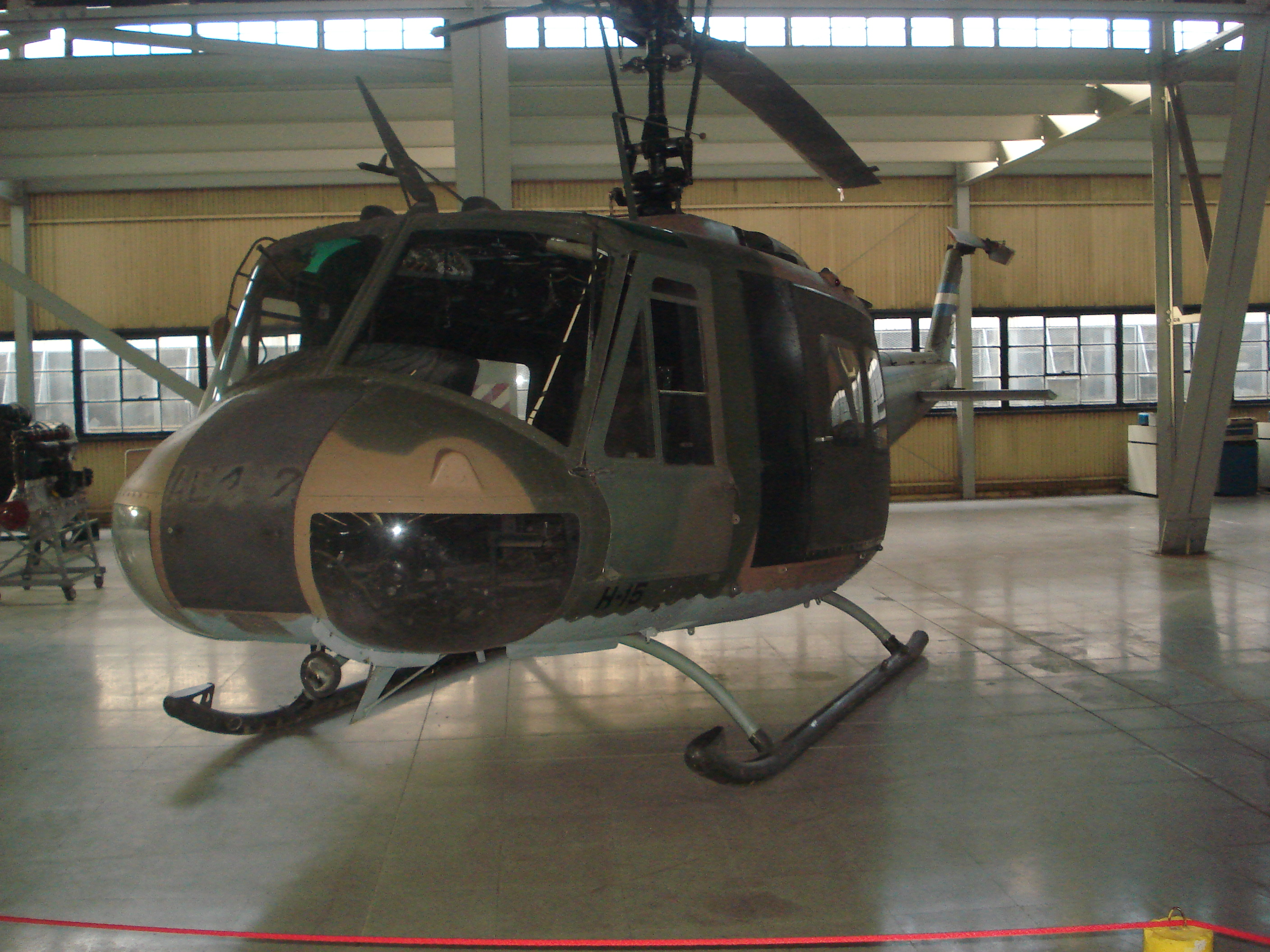
Bell UH-1H "Huey"

El Museo Nacional de Aeronáutica "Brig. Edmundo Civati Bernasconi" (MNA) es un museo de la Fuerza Aérea Argentina en la BAM Morón destinado a preservar el patrimonio aeronáutico histórico de dicho país. El museo cuenta con amplias instalaciones y resguarda el material aéreo empleado por los pioneros de la aviación argentina y las unidades aéreas del país.

## Historia
Fue creado el 13 de enero de 1960 por el Decreto 264/60 del Poder Ejecutivo Nacional. Su impulsor y primer director fue el Brigadier Edmundo Civatti Bernasconi.
Originalmente estuvo localizado en la plataforma del Aeroparque Metropolitano Jorge Newbery. Esta sede disponía de un parque de 3000 metros cuadrados donde se exhibían las aeronaves y de un pequeño edificio que contenía una variada colección de objetos.
Si bien la céntrica ubicación lo beneficiaba desde el punto de vista de la afluencia de visitantes, al estar situado en plena ribera del río se generaba un gran desgaste en las aeronaves que se encontraban expuestas al aire libre. A esto se sumaba el problema del reducido tamaño del solar, que condicionaba su crecimiento. Aun así, en el año 1998 se logró inaugurar el hangar “Mayor Ingeniero Aeronáutico Francisco de Arteaga”, que sirvió para resguardar algunos aviones que habían sido restaurados e incorporados a la dotación del museo.
En el año 2001, el MNA inició sus actividades en las recicladas instalaciones del aeródromo de Morón, que disponía de tres hangares en desuso desde el traslado de la VII Brigada Aérea a su actual ubicación en la ex VIII Brigada Aérea de Moreno. Por esta razón se debió enfrentar un prolongado y difícil proceso de traslado hacia la nueva sede; lo que implicó el desarmado y transporte de una importante cantidad de aeronaves (algunas de gran porte, como en el caso del Bristol 170 Freighter). Estas últimas fueron complementadas con la incorporación de algunas que ya se encontraban almacenadas en Morón como por otras provenientes de distintos sitios. Cabe aclarar que el Aeródromo de Morón fue sede del primer aeropuerto internacional del país.

## Colección

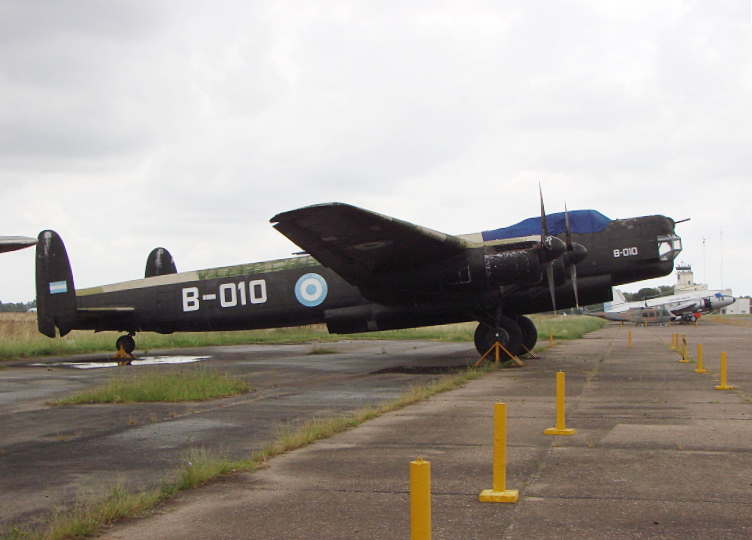
Avro Lincoln II.

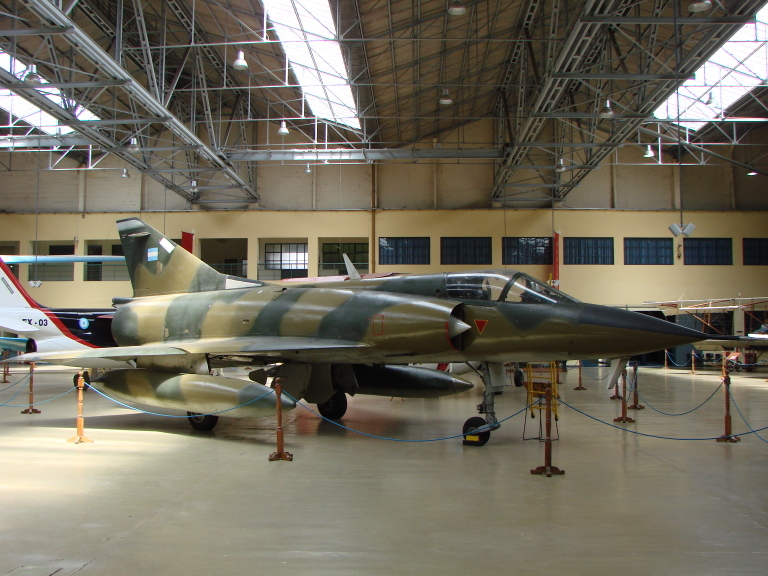
Mirage IIIC.

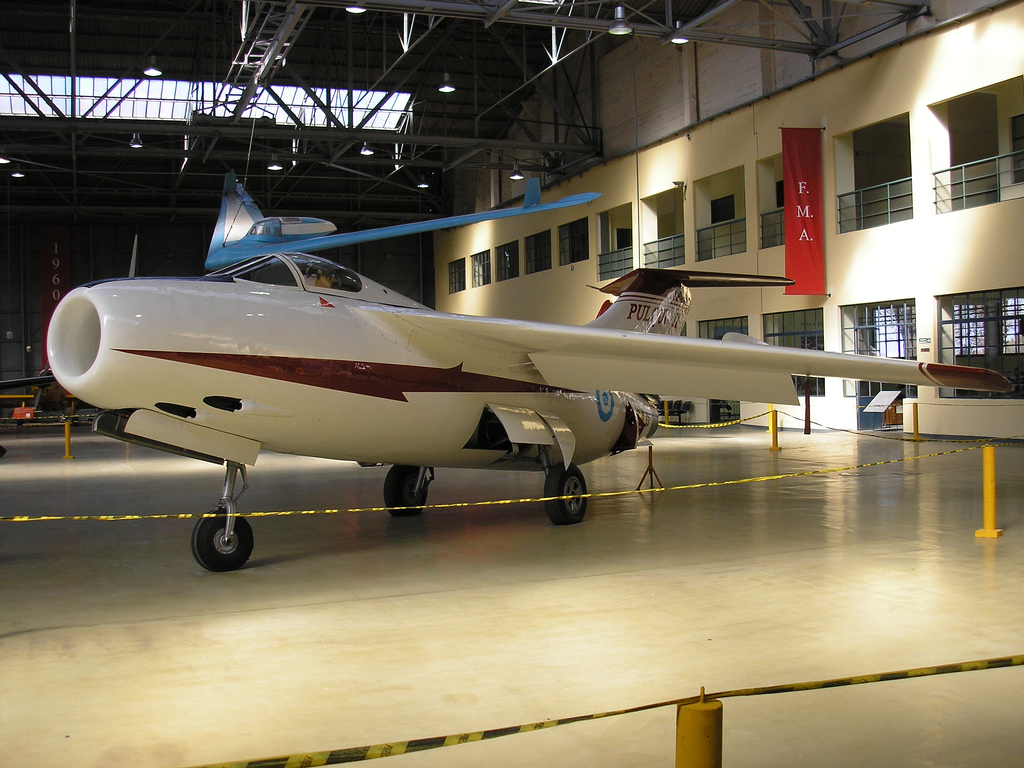
Pulqui II.

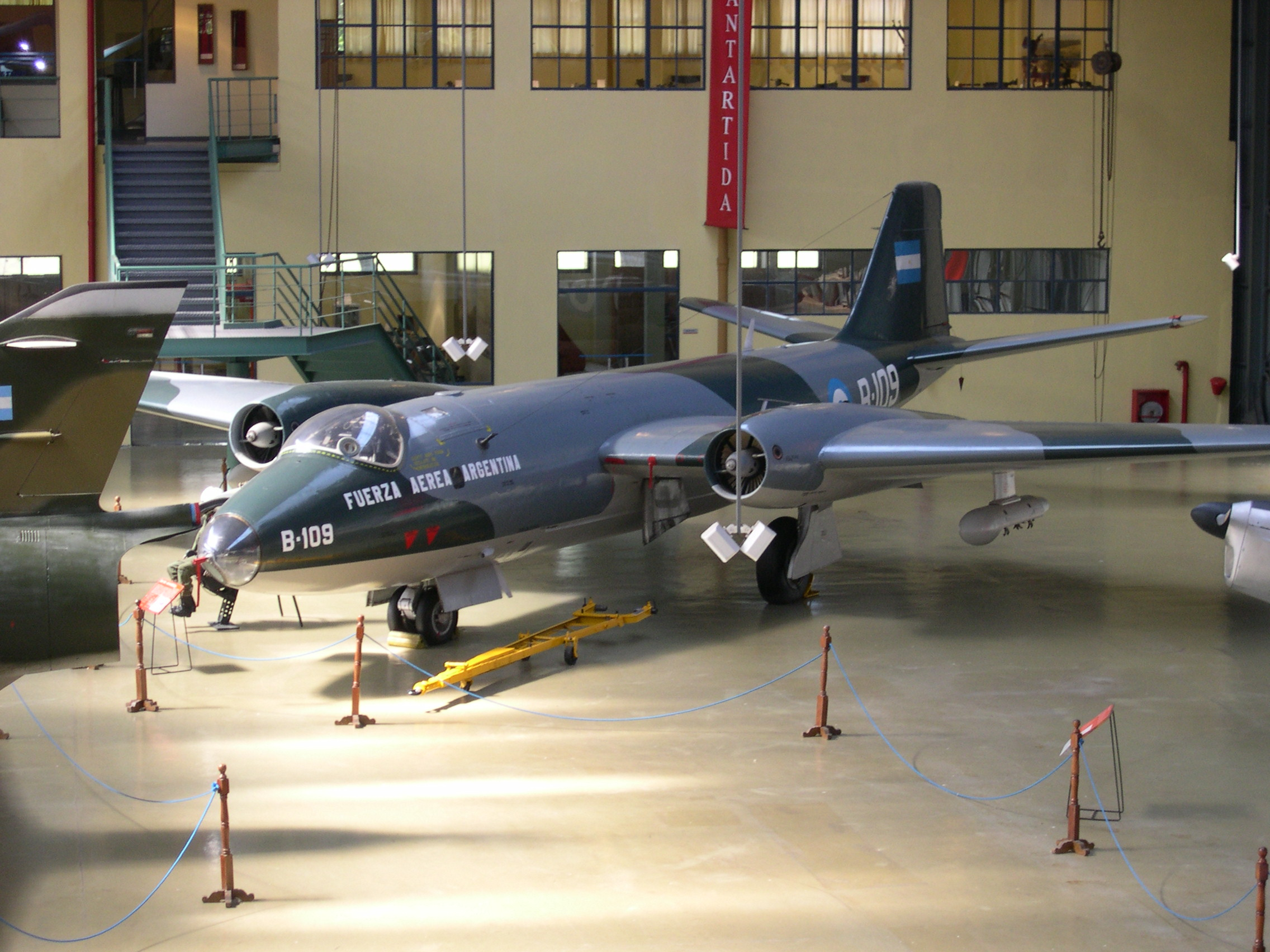
Canberra B.62.

Entre las máquinas exhibidas se encuentran algunos ejemplares únicos: 
- Latécoère XXV empleado por Antoine de Saint Exupéry para Aeroposta Argentina
- Junkers Ju 52
- Fokker F-28 MK-1000 T-03 "Tte. Grl. Juan D. Perón" de la Agrupación Aérea Presidencial
- I.Ae. 22 DL construido en la Fábrica Militar de Aviones
- McDonnell Douglas MD-80  de Austral Líneas Aéreas
- Fiat G.46
- I.Ae. 27 Pulqui I prototipo, el primer avión de reacción diseñado y construido en América del Sur
- FMA IAe 33 Pulqui II prototipo 5, el primer caza de alas en flecha diseñado y construido en América del Sur
- I.Ae. 41 Urubú, un ala volante diseñada por Reimar Horten
- FMA IA 50 Guaraní II
- North American F-86F Sabre
- McDonnell Douglas A-4B/C Skyhawk
- Sikorsky S-55 helicóptero de transporte
- Bell UH-1H "Huey"
- Sikorsky S-61, helicóptero usado por la Agrupación Aérea Presidencial
- Avro Lincoln, bombardero cuatrimotor
- Gloster Meteor MK-4
- FMA IA 58A Pucará
- BAC Canberra MK-62
- Mirage M-III EA/DA
- Mirage M-III CJ/BJ
- Grumman Albatross, hidroavión de búsqueda y salvamento
- IAI M-V Dagger

También incluye un automóvil Anasagasti, empleado por la Fuerza Aérea Argentina.

## Instalaciones
El museo está dividido en diversas salas temáticas, en las cuales se exponen: uniformes, documentos, fotografías, motores, maquetas y modelos de aviones y helicópteros que sirvieron con la Fuerza Aérea Argentina.
- Motores: se exhiben motores de aviación.
- Malvinas: incluye un anfibio Grumman HU-16 Albatross usado en la década de 1970 para establecer una ruta entre Comodoro Rivadavia y las Islas Malvinas.
- Antártida: material usado en la exploración de la Antártida Argentina.
- Pioneros: dedicada a los pioneros de la Aviación Argentina.
- Torre de control: detalla el interior de un torre de control.
- Pegaso: salón para eventos.
- Icaro: bar y confitería.

También existe un local de venta de recuerdos (Boutique).
Un Hall de Acceso que los recibe y sitúa al visitante y una Sala auditorio de Efectos especiales 5.1 - Ambas obras de la Arquitecta Adriana Elvira Piastrellini - Fundadora y presidente de AdbA ART DECO-ACAPA